# 薩摩耶犬
薩摩耶犬（英語：Samoyed）是狐狸犬、雪橇犬家族的一員，原是俄國西伯利亞原住民薩摩耶族培育出的犬種。因看起來永遠在笑的樣子又喜歡親近人，而被稱為「微笑天使」、「笑臉天使」、「雪天使」。但同時，他們很容易狼嚎。
除了溫和的個性，薩摩耶犬也以忍耐力跟健壯著稱，原是用來拉雪橇跟看守馴鹿，也曾被西方探險家用來從事極地探險的任務。
原有多種毛色，黑、黑白、黑褐，但十九世紀時毛皮商人認為白色會最受歡迎而大量輸出白薩摩耶犬到歐美。今日所見的純種薩摩耶犬多是白色系。

## 性格特征
聰明，溫和，忠誠，適應性強，機警，充滿活力，樂於服務，友好而富有激情，勇敢而樂於嘗試，真誠而不會去懷疑，進攻性不強。

## 外部連結
- Samoyed.org （页面存档备份，存于）